# Uji dainagon monogatari
Uji dainagon monogatari (宇治大納言物語) est une collection d'histoires qu'aurait écrites Minamoto no Takakuni à la fin de l'époque de Heian. Ces récits ont fortement influencé la littérature japonaise et se retrouvent plus tard dans des œuvres telles que  le Konjaku monogatari shū et le Uji shūi monogatari.
La date exacte de composition n'est pas connue mais des indices dans la préface du Uji shūi monogatari suggèrent la période entre 1052 et 1077.

## Titre
Le recueil est mentionné dans beaucoup d'autres histoires. Le titre exact n'est pas fixé comme l'indique cette liste :
- Uji dainagon monogatari (宇治大納言物語?) ;
- Uji dainagon takakuni kyou monogatari (宇治大納言隆国卿物語?) ;
- Uji dainagon takakuni no monogatari (宇治大納言隆国ノ物語?) ;
- Uji monogatari (宇治物語?) ;
- Uji dainagon takakuni (宇治大納言隆国?) ;
- Dainagon monogatari (大納言物語?).

## Contenu
Le livre n'existe plus mais selon la préface du Uji shūi monogatari, il contenait diverses histoires en provenance d'Inde, de Chine et du Japon. D'autres sources indiquent que les histoires étaient de nature bouddhiste et séculière et comprenaient des contes relatif au karma bouddhiste, aux miracles, à la poésie et à l'humour.